# Ordine dell'Indipendenza (Vietnam)
L'Ordine dell'Indipendenza è un'onorificenza del Vietnam.

## Storia
L'Ordine è stato fondato il 6 giugno 1947.

## Assegnazione
L'Ordine è assegnato per aver reso grandi ed eccezionali servizi meritori per il paese nei campi politico, economico, sociale, letterario, artistico, scientifico, tecnologico, di difesa, di sicurezza, diplomatico e in diversi altri.
Viene consegnato ai team che hanno mostrato risultati eccezionali per cinque o più anni consecutivi prima della premiazione, con la preservazione dell'unità interna, la cooperazione con il partito e le organizzazioni di massa.

## Insegne
- Il nastro è rosso con due coppie di strisce bianche e tre stellette di bronzo.